# Geschenkt wurde uns nichts
Geschenkt wurde uns nichts (italienischer Originaltitel: Non ci è stato regalato niente) ist ein mittellanger Dokumentarfilm des Regisseurs Eric Esser aus dem Jahr 2014. Der Film porträtiert die ehemalige Partisanin und spätere Gewerkschafterin Annita Malavasi, die während der deutschen Besatzung Italiens im Zweiten Weltkrieg unter dem Decknamen Laila zu den wenigen ranghohen kommandierenden Frauen in der Widerstandsbewegung zählte.

## Handlung
Der Film beschäftigt sich mit der italienischen Resistenza im Zweiten Weltkrieg aus der Perspektive kommunistischer Partisaninnen. In Interviews berichtet die Protagonistin Malavasi über ihren Werdegang als Widerstandskämpferin. Die chronologische Erzählung beginnt mit der Besetzung des Landes durch deutsche Truppen am 8. September 1943 (siehe Waffenstillstand von Cassibile) und endet mit der Befreiung am 25. April 1945. In dieser Zeit entwickelte sich Malavasi von der Unterstützerin ihres Bruders über das Abtauchen in den Untergrund bis hin zur Kommandierenden einer eigenen Einheit in den Bergen.
Im Verlauf des Filmes besucht sie ihre Freundinnen Gina Moncigoli und Pierina Bonilauri, beide ebenfalls ehemalige Widerstandskämpferinnen, die sie während der Resistenza kennengelernt hat. Für die drei Frauen war die Erfahrung des Widerstands der Startpunkt ihrer Emanzipation in einer patriarchalen Gesellschaft.

## Hintergrund
Geschenkt wurde uns nichts wurde am 20. Januar 2014 auf dem Festival Mundial de Cine Extremo San Sebastián im mexikanischen Veracruz uraufgeführt. Seine Europapremiere feierte der Film am 10. März auf den FrauenFilmTagen 2014 in Wien, die Italienpremiere kurz darauf am 22. März 2014 auf dem Frauenfilmfestival Sguardi Altrove in Mailand.
Laut Website des Films wurde er vom Solidaritätsfonds der Studienförderung der Hans-Böckler-Stiftung finanziell unterstützt. Das Geschichtsinstitut Istoreco in Reggio Emilia besitzt die Rechte an den verwendeten Archivbildern und unterstützte den Film darüber hinaus logistisch.

## Rezeption
Die Jury des Festival Mundial de Cine Extremo San Sebastián begründete ihre Entscheidung zur Preisvergabe zum einen damit, dass „Geschenkt wurde uns nichts“ einen überzeugenden Einblick in die wichtige Rolle biete, die patriotische Partisaninnen im Zweiten Weltkrieg in Italien spielten, zum anderen mit der tadellosen filmischen Umsetzung des Themas.
Die Autorin Ingrid Strobl schrieb in ihrem Blog über den Film, er hätte bislang bitter gefehlt, da in Deutschland bislang nur „Eingeweihte“ über die Beteiligung italienischer Frauen am Partisanenkampf wissen. Dem Filmemacher Eric Esser sei es gelungen, nicht nur die Geschichte dreier Partisaninnen zu erzählen und damit einen Einblick in die Motivationen und das Engagement vieler anderer zu geben. Er konnte die Frauen auch dazu bewegen, ungeschönt über ihre Gefühle und über sehr persönliche Erfahrungen zu sprechen. Damit verleiht er dem Film eine Tiefe jenseits von Heldinnenverehrung und erweist den Frauen nachträglich die schmerzlich vermisste Würdigung ihres Mutes und ihrer historischen Leistung. Ein wunderbarer Film, dem ich ein großes Publikum wünsche.
Der Journalist Marcus Hammerschmitt schrieb im Dezember 2014 im Onlinemagazin Telepolis, man bekomme bei dem Film keine Bandiera Rossa-Romantik und keinen Militanzfetischismus geliefert, stattdessen die Geschichten von drei Frauen, deren Entscheidungen in einem bestimmten Abschnitt ihres Lebens Respekt verlangen. Trotz der Opfer, von denen man mit Bestürzung höre, sei ihre Geschichte in der Resistenza auch die eines Widerstandes gegen männliches Dominanzverhalten und weibliche Anpassung. Angesichts dessen, dass der Film einem Team aus Deutschland zu verdanken sei, sowie der historischen Vorgänge, um die es hier gehe, könne man ihn durchaus für einen Akt gelebter Versöhnung und Völkerverständigung halten. „Geschenkt wurde uns nichts“ sollte daher nicht nur auf kleinen Festivals, sondern zum Beispiel auch im Fernsehen laufen – und zwar auf einem wirklich guten Sendeplatz.

## Auszeichnungen
- Die Pressejury des Festival Mundial de Cine Extremo San Sebastián in Veracruz (Mexiko) verlieh dem Film am 24. Januar 2014 den Lorenzo-Arduengo-Preis der Presse.
- Auf dem Canada International Film Festival in Vancouver erhielt der Film im März 2014 einen Rising Star Award in der Kategorie Student Film Competition.[9]
- Auf der Accolade Global Film Competition in La Jolla, Vereinigte Staaten, wurde der Film 2014 mit einem Award of Merit ausgezeichnet.[10]
- Im Mai 2014 erhielt der Film einen weiteren Award of Merit auf den IndieFest Film Awards in den Vereinigten Staaten.[11]
- Auf den International Movie Awards 2014 in Jakarta, Indonesien erhielt der Film im September 2014 einen Gold Award in der Kategorie Short documentary film (Kurzdokumentarfilm).[12]
- Im Sommer 2014 wurde der Film auf den International Independent Film Awards in den Vereinigten Staaten mit einer Honorable Mention (Lobende Erwähnung) ausgezeichnet.[13]
- Am 28. September 2014 wurde Geschenkt wurde uns nichts von der Jury des Great Lakes International Film Festival in den Vereinigten Staaten zum Besten Langdokumentarfilm gewählt.[14]